# Divisione corazzata "Centauro"
La Divisione corazzata "Centauro" è stata una Grande unità dell'Esercito Italiano successivamente ridotta a livello di brigata prima con la denominazione di 31ª Brigata corazzata "Centauro" e poi di Brigata meccanizzata "Centauro".
La divisione ha ereditato le tradizioni della 131ª Divisione corazzata "Centauro", che aveva operato con il Regio Esercito nel corso della seconda guerra mondiale.

## Storia

### La 131ª
La 131ª Divisione corazzata "Centauro" venne costituita il 20 aprile 1939 a Cremona e nel corso del secondo conflitto mondiale venne dislocato prima in Albania, operando successivamente sul fronte greco e in territorio jugoslavo. Nel novembre 1942 i principali reparti (Comando, 31º Reggimento carristi e 5º Reggimento bersaglieri) vennero trasferiti in Libia dove fu impegnata nella battaglia di retroguardia a difesa delle unità italo tedesche in ripiegamento dopo lo sfondamento britannico a El Alamein, nella primavera del 1943 si trovó dunque a operare in territorio tunisino, infatti nel 13 novembre nel famoso passo di kasserine sconfisse gli angloamericani sotto il comando del generale Erwin Rommel . Dopo aspri combattimenti dal marzo 1943, venne sciolta il 7 aprile. Le unità dipendenti continuarono la lotta fino al 23 maggio 1943.
La divisione fu ricostituita alla fine di luglio quando a seguito della caduta del regime fascista la 1ª Divisione corazzata "M" di Camicie Nere venne inquadrata nel Regio Esercito all'interno del Corpo d'armata motocorazzato (CAM) e rinominata 136ª Divisione Corazzata "Centauro II" al comando del generale Calvi di Bergolo, lo stesso generale che aveva comandato la divisione Centauro in Africa settentrionale fino al 7 aprile precedente. Tuttavia, la vita della divisione Centauro II fu assai breve e per le particolarissime condizioni in cui fu costituita non venne ritenuta idonea all’impiego neppure dallo stesso Generale Calvi di Bergolo. Per tali motivi non venne mai impiegata e dopo la sua effimera esistenza fu sciolta nel settembre 1943.

### La ricostituzione nel dopoguerra

#### La brigata
Il 1º aprile del 1951 la Grande unità venne ricostituita con la denominazione di Brigata corazzata "Centauro" con il comando a Verona alle dipendenze del IV Corpo d'armata di Bolzano.
A metà degli anni cinquanta la sua fisionomia organica era la seguente:
- 31º Reggimento Carristi
  - I Battaglione Carri - su carri armati pesanti M47 Patton
  - II Battaglione Carri - su carri armati pesanti M47 Patton
  - III Battaglione Carri - su carri armati pesanti M47 Patton
- 3º Reggimento bersaglieri
  - XVIII Battaglione bersaglieri - su VTT semicingolati HALF TRACK
  - XX Battaglione bersaglieri - su VTT semicingolati HALF TRACK
  - XXV Battaglione Bersaglieri - su VTT semicingolati HALF TRACK
  - Compagnia Bersaglieri Controcarri - con mortai cc 106 s.r.
- Squadrone Cavalleria Blindata "Cavalleggeri di Lodi" - su autoblindo M8 GREYHOUND
- 131º Reggimento artiglieria corazzata
  - I Gruppo Cannoni Semoventi - su semoventi M 7 PRIEST
  - II Gruppo Cannoni Semoventi - su semoventi M7 PRIEST
  - III Gruppo Cannoni Semoventi - su semoventi M7 PRIEST
  - IV Gruppo Cannoni Semoventi - su semoventi M7 PRIEST
  - V Gruppo Controaerei Leggero - su cannoni antiaerei M1 da 40/56
  - VI Gruppo Controaerei Leggero - su cannoni antiaerei M1 da 40/56
- CXXXI Battaglione Genio Pionieri
- 31ª Compagnia Trasmissioni
- Comando Unità Servizi

### La divisione corazzata
Il 1º novembre del 1959 la brigata fu trasformata in Divisione corazzata "Centauro" con il comando a Novara e schierata con i reparti in Piemonte e Lombardia. 
Nel 1963 la Divisione completò gli organici secondo quanto previsto dalle normative NATO e risultava articolata sulla 1ª Brigata Meccanizzata, la IIª Brigata Corazzata, la IIIª Brigata Corazzata e su una Brigata di Artiglieria. i semicingolati M2 Half Track vennero sostituiti dagli M113 e i Pershing con carri armati medi M47 Patton, mentre nei semoventi d'artiglieria M7 Priest il cannone da 88/27 venne sostituito da un pezzo da 105 mm di origine tedesca.
A metà degli anni sessanta la fisionomia organica era la seguente:
I Brigata meccanizzata "Centauro" (Milano)
- 3º Reggimento bersaglieri
  - VI Battaglione bersaglieri - su VTT M113
  - X Battaglione bersaglieri - su VTT M113
  - IV Battaglione carri - su carri medi M47 PATTON
  - Compagnia bersaglieri controcarri - con mortai cc 106 s.r.
- I Gruppo campale semovente/131º Reggimento artiglieria corazzata - su semoventi M7 PRIEST da 105/22
- 1ª Compagnia Genio Pionieri
- 1ª Compagnia Trasmissioni
- I Battaglione Servizi

II Brigata corazzata "Centauro" (Novara)
- 1º Reggimento bersaglieri corazzato
  - XVIII Battaglione carri - su carri medi M47 PATTON
  - VI Battaglione carri - su carri medi M 47 PATTON
  - I Battaglione Bersaglieri - su VTT M113
- II Gruppo campale semovente/131º Reggimento Artiglieria Corazzata - su semoventi M7 PRIEST da 105/22
- 2ª Compagnia Genio Pionieri
- 2ª Compagnia Trasmissioni
- II Battaglione Servizi

III Brigata corazzata "Centauro" (Novara)
- 31º Reggimento carri
  - I Battaglione carri - su carri medi M47 PATTON
  - IX Battaglione Carri - su carri medi M47 PATTON
  - XXVIII Battaglione bersaglieri - su VTT M113
- III Gruppo campale semovente/131º Reggimento artiglieria corazzata - su semoventi M7 PRIEST da 105/22
- 3ª Compagnia Genio Pionieri
- 3ª Compagnia Trasmissioni

III Battaglione Servizi
Brigata artiglieria "Centauro" (Vercelli)
- 131º Reggimento artiglieria corazzata
  - IV Gruppo pesante campale semovente - su obici semoventi M44 da 155/23
  - V Gruppo pesante semovente - su semoventi d'artiglieria M 110 da 203/25
  - VI Gruppo controaerei leggero - su cannoni antiaerei L60 da 40/60
- Sezione Aerei Leggeri "Centauro" - su velivoli L-21B
- Sezione Elicotteri "Centauro" - su elicotteri AB 47J

Truppe Divisionali
- XV Gruppo Squadroni Esplorante "Cavalleggeri di Lodi"
  - 1º Squadrone Esplorante - su VTT M113 e carri armati leggeri M24 CHAFFEE
  - 2º Squadrone Esplorante - su VTT M113 e carri armati leggeri M24 CHAFFEE
- CXXXI Battaglione Genio Pionieri
- CXXXI Battaglione Trasmissioni
- Raggruppamento Servizi "Centauro"

Tra la fine degli anni sessanta e l'inizio degli anni settanta la vennero riequipaggiate le sezioni aerei leggeri ed elicotteri con la sostituzione degli L-21B con gli L-19E e degli elicotteri AB 47J con gli AB 206, mentre i reparti di artiglieria semovente vennero equipaggiati con gli obici semoventi campali M44 da 155/23. Alla vigilia della ristrutturazione dell'Esercito Italiano del 1975 la fisionomia organica era la seguente:
- 3º Reggimento bersaglieri
  - X Battaglione bersaglieri - su VTT M113
  - XVIII Battaglione bersaglieri - su VTT M113
  - IV Battaglione carri - su carri medi M47 PATTON
  - Compagnia bersaglieri controcarri - con mortai cc 106 s.r.
- 1º Reggimento bersaglieri corazzato
  - VI Battaglione carri - su carri medi M47 PATTON
  - XVIII Battaglione carri - su carri medi M 47 PATTON
  - I Battaglione Bersaglieri - su VTT M113
- 31º Reggimento carri
  - I Battaglione carri - su carri medi M47 PATTON
  - IX Battaglione Carri - su carri medi M47 PATTON
  - XXVIII Battaglione bersaglieri - su VTT M113
- XV Gruppo Squadroni Esplorante "Cavalleggeri di Lodi"
  - 1º Squadrone Esplorante - su VTT M113
  - 2º Squadrone Esplorante - su VTT M113
  - 3º Squadrone Carri - su carri medi M47 PATTON
- 131º Reggimento artiglieria corazzata
  - I Gruppo Obici Campali Semoventi - su semoventi d'artiglieria M44 da 155/23
  - II Gruppo Obici Campali Semoventi - su semoventi d'artiglieria M44 da 155/23
  - III Gruppo Obici Campali Semoventi - su semoventi d'artiglieria M44 da 155/23
  - IV Gruppo Obici Campali Semoventi - su semoventi d'artiglieria M44 da 155/23
  - V Gruppo Controaerei Leggero (quadro)
- Sezione Aerei Leggeri "Centauro" - su velivoli L-19E
- Sezione Elicotteri "Centauro" - su elicotteri AB 206
- Battaglione Genio Pionieri "Centauro"
- Battaglione Trasmissioni "Centauro"
- Raggruppamento Servizi "Centauro"
  - 1º reparto sanità
  - 1ª compagnia sussistenza
  - 1 reparto rifornimenti riparazioni e ricuperi
  - 1* autoreparto

Con la profonda ristrutturazione dell'esercito italiano del 1975 la Divisione "Centauro" cambiò ancora fisionomia organica che nel 1976 era la seguente:
- 3ª Brigata meccanizzata "Goito"
- Brigata meccanizzata "Legnano"
- 31ª Brigata corazzata "Curtatone"

Supporti di Divisione
- Reparto Comando "Centauro" stanziato a Novara
- Compagnia Carabinieri "Centauro" stanziato a Novara
- 15º Gruppo squadroni esploranti "Cavalleggeri di Lodi" stanziato a Lenta (VC)
- 131º Gruppo artiglieria pesante campale “Vercelli” stanziato a Vercelli
- 205º Gruppo artiglieria pesante campale “Lomellina” stanziato a Vercelli
- Gruppo specialisti di artiglieria “Centauro” stanziato a Vercelli
- Gruppo artiglieria contraerea leggera (Quadro) stanziato a Vercelli
- 46º Gruppo squadroni Elicotteri da ricognizione “Sagittario” stanziato a Vercelli
- 131º Battaglione genio guastatori “Ticino” stanziato a Novara
- 231º Battaglione trasmissioni “Sempione” stanziato a Novara
- Battaglione logistico di manovra “Centauro” stanziato a Novara
- 26º Battaglione "Bergamo" stanziato a Diano Castello (IM)

### 31ª Brigata corazzata "Centauro"
Il 1º novembre 1986 a seguito dell'abolizione del livello divisionale, per motivi di bilancio, nelle unità dell'Esercito Italiano, con le Brigate che passarono alle dirette dipendenze dei Comandi di Corpo d’Armata o delle Regioni Militari, la Divisione corazzata "Centauro" venne sciolta e la 31ª Brigata corazzata “Curtatone” di Novara venne trasformata in 31ª Brigata corazzata "Centauro" che, posta alle dirette dipendenze del III Corpo d'armata, assunse la seguente fisionomia organica:
- Reparto Comando e Trasmissioni "Centauro" (Novara)
- 1º Battaglione carri “M.O. Cracco” stanziato a Bellinzago Novarese (NO)
- 101º Battaglione carri "M.O. Zappalà" stanziato a Bellinzago Novarese
- 28º Battaglione bersaglieri "Oslavia" stanziato a Bellinzago Novarese Caserma Babini
- Compagnia bersaglieri controcarri "Centauro" stanziato a Bellinzago Novarese Caserma Babini
- 9º Gruppo artiglieria da campagna semovente "Brennero" stanziato a Vercelli Caserma M.O.V.M. Scalise.
- Compagnia Genio Pionieri "Centauro" stanziato a Novara Caserma Cavalli.
- Battaglione logistico "Centauro" stanziato a Bellinzago Novarese NO

Il 5 novembre 1990 entra nella Brigata anche l'11º Battaglione fanteria "Casale" Caserma Nino Bixio Casale Monferrato (AL)
Dal 1º giugno 1991 la brigata acquisisce alle sue dipendenze un Reparto Sanità proveniente dalla disciolta 3ª Brigata meccanizzata "Goito".
Nel 1995 alla brigata vennero assegnati il 52º Reggimento artiglieria terrestre semovente "Torino" ed il 4º Reggimento carri, costituito sulla base del disciolto 20º Battaglione Carri "M.O. Pentimalli", mentre il 31º Reggimento carri ed il 131º Reggimento artiglieria da campagna semovente vennero trasferiti alla Brigata corazzata "Pinerolo".

### Brigata meccanizzata
Nel 1996 la Brigata fu trasformata in meccanizzata, perse il 28º Battaglione bersaglieri, che venne sciolto, ma incorporò il 2º Reggimento bersaglieri ed il 3º Reggimento bersaglieri.
Il 15 ottobre 1997 la Brigata passa alle dipendenze del 1º Comando delle forze di difesa di Vittorio Veneto acquisendo il 21º Reggimento fanteria "Cremona" ed il 1º Reggimento "Nizza Cavalleria".
Ordine di battaglia dopo l'inquadramento nel 1º COMFOD
- Reparto Comando e Supporti Tattici "Centauro" (Novara)
- 21º Reggimento fanteria "Cremona" stanziato ad Alessandria
  - 21º Battaglione fanteria meccanizzato "Alfonsine" stanziato ad Alessandria
- 2º Reggimento bersaglieri stanziato a Legnano (MI)
  - 2º Battaglione bersaglieri "Governolo" stanziato a Legnano
- 3º Reggimento bersaglieri stanziato a Milano
  - 18º Battaglione Bersaglieri "Poggio Scanno" stanziato a Milano
- 4º Reggimento carri stanziato a Bellinzago Novarese (NO), ora a Persano (SA)
  - 1º Battaglione carri “M.O. Cracco” stanziato a Bellinzago Novarese (NO)
- 1º Reggimento "Nizza Cavalleria" stanziato a Pinerolo TO), ora a Bellinzago Novarese (NO)
  - 1º Gruppo Squadroni Blindo Pesanti stanziato a Pinerolo (TO)
- 52º Reggimento artiglieria semovente stanziato a Brescia
  - 52º gruppo artiglieria da campagna semovente "Venaria" stanziato a Brescia
- Reparto sanità "Centauro" stanziato a Novara.
- Battaglione logistico "Centauro" stanziato a Bellinzago Novarese (NO)

Nel 1999 la Brigata perde l'11º battaglione "Casale", che dal 1997 non era più nella struttura della brigata ed era tra i supporti tecnici e logistici del 1º COMFOD, e nel 2001 perde il Battaglione logistico "Centauro" ed il Reparto Sanità "Centauro".

#### Lo scioglimento
Nel quadro del processo di riordinamento dell'Esercito Italiano verso il modello professionale e di un processo di riduzione del numero delle Brigate, la "Centauro" non è inserita tra le Grandi Unità che dovranno inquadrare personale volontario. La "Centauro" subisce pertanto una progressiva riduzione del personale di leva e comincia a cedere ad altre Brigate i reggimenti per i quali è invece prevista l'alimentazione con personale volontario. Venne sciolta poi definitivamente nel 2002 in Novara.

#### Stemmi Araldici dei reparti della Brigata meccanizzata "Centauro"

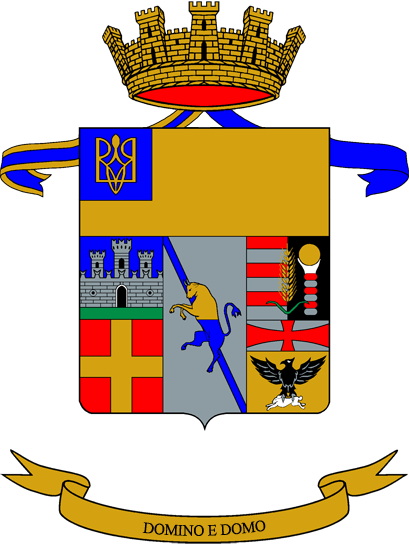
Stemma del 52º Reggimento Artiglieria "Torino"
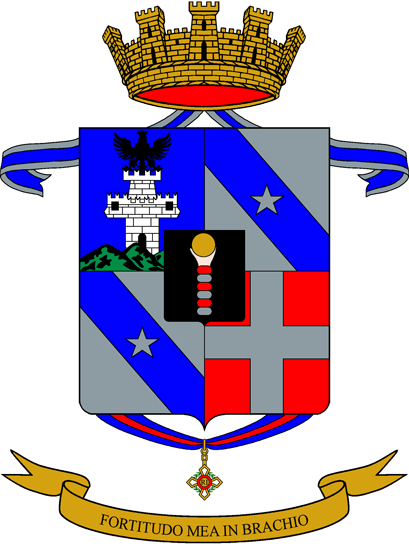
Stemma del 21º Reggimento fanteria "Cremona"
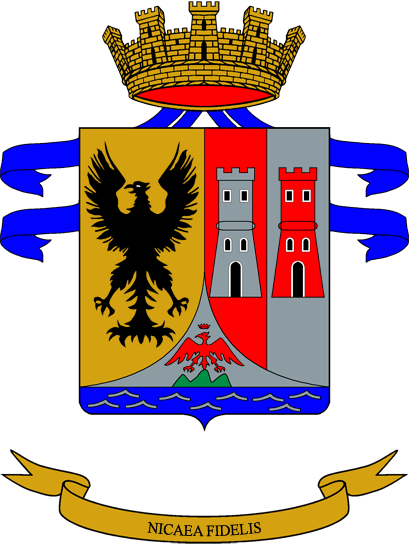
Stemma del Reggimento "Nizza Cavalleria" (1º)
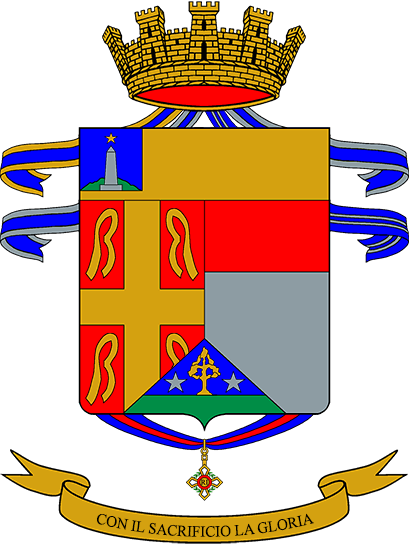
Stemma del 11º Battaglione "Casale"
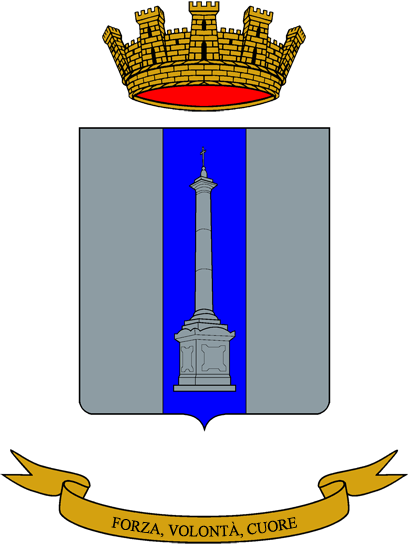
Stemma del Battaglione logistico "Centauro"

## Missioni

### Operazioni in patria
La Grande unità ha effettuato interventi di concorso per pubbliche calamità in territorio metropolitano.
Divisione corazzata "Centauro"
Nel 1966 la Divisione prese parte alle operazioni di soccorso alla popolazione in seguito all'alluvione che il 4 novembre di quell'anno colpì Firenze e gran parte della Toscana.
Nel 1980 la Divisione "Centauro" ha preso parte alle operazioni di soccorso alla popolazione in seguito al terremoto dell'Irpinia che colpì anche vaste zone della Campania.
Brigata corazzata "Centauro"
Nel 1994 prestò soccorso alle popolazioni del Piemonte colpite dall'alluvione, soccorrendo in particolare le popolazioni dell'astigiano
Nel 1995 in seguito all'alluvione che colpì la Lombardia fornì soccorso alla popolazione di Cavaria invasa dal torrente Arnetta con due onde di piena che costrinsero alla fuga 200 persone.
Brigata meccanizzata "Centauro"
- Omegna nel 1996.
- vari comuni delle province padane nel 2000.

La Grande Unità ha inoltre fornito concorso con i propri reparti alle Forze dell'Ordine in varie operazioni per il contrasto alla criminalità organizzata:
- nell'operazione "Vespri Siciliani" fornisce tre reggimenti di formazione che operano dal 7 dicembre 1994 al 10 febbraio 1995 nelle provincie di Agrigento, Caltanissetta e Catania.
- per l'incremento del controllo del territorio dopo i noti eventi dell'11 settembre 2001 (operazione "DOMINO").
- Inoltre ha partecipato a numerose esercitazioni in campo nazionale ed estero, prendendo parte con proprio personale ed unità ad esercitazioni in ambito NATO in Bulgaria, Ungheria, Germania, Ucraina, Francia, Egitto, Polonia ed Albania.

### Operazioni all'estero
Con il Reparto Sanità Centauro e proprio personale la Brigata partecipa a svariate missioni di pace all'estero:
- IBIS 2 in Somalia nel 1992 alle dipendenze del Comandante di ITALFOR.
- ALBA in Albania nel 1997.
- Operazione "Vespri Siciliani" 1995
- IFOR/SFOR in Bosnia nel 1996.
- KFOR in Kosovo nel 2000.